# 川勝氏定
川勝 氏定（かわかつ うじさだ）は、江戸時代中期から後期の旗本。継氏系重氏流川勝家の6代当主。『寛政重修諸家譜』編纂時の当主。定紋は釘抜。

## 生涯
元文5年（1740年）、川勝氏方の嫡男として江戸に生まれた。宝暦10年（1760年）12月4日、父氏方の死去により、21歳でその家督（丹波・武蔵内700石）継いだ。宝暦11年（1761年）2月25日、初めて将軍徳川家治に拝謁した。
宝暦11年（1761年）10月16日、小姓組に列した。継氏系重氏流川勝家は、代々両番が出ており（番役筋）、旗本としての家格は比較的高かった。寛政11年（1799年）時点で年齢は60歳、役職は小姓組（四番）。屋敷は駿河台。没年不詳。次に家督を継いだ人物については不詳。